# (189944) 2003 TX
(189944) 2003 TX là một tiểu hành tinh vành đai chính được phát hiện ngày 3 tháng 10 năm 2003 bởi James Whitney Young ở Đài thiên văn Núi bàn gần Wrightwood, California.